# إدوارد غيل
إدوارد غيل (بالإنجليزية: Edward Gale)‏ (7 أكتوبر 1818 في المملكة المتحدة - 23 فبراير 1894 في المملكة المتحدة) هو لاعب كريكت بريطاني (وحمل سابقاً جنسية المملكة المتحدة لبريطانيا العظمى وأيرلندا). لعب مع Hampshire county cricket teams ‏.

## وصلات خارجية
- إدوارد غيل على موقع إي آس بي آن كريك إنفو (الإنجليزية)